# Zweikörperproblem

Beim Keplerproblem sind die Bahnkurven der beiden Körper Ellipsen mit gleicher Apsidenlinie, gleicher Exzentrizität und gleicher Umlaufzeit um ihr als feststehend betrachtetes Baryzentrum (+). Sie erreichen ihre Periapsis und Apoapsis stets gleichzeitig. Die Größen der Ellipsen stehen im umgekehrten Verhältnis der beiden Massen.

Die Ellipsen können sich auch schneiden. In diesem Beispiel sind beide Massen gleich groß, daher sind auch die Ellipsen gleich groß.

Bei geeigneten Startbedingungen bewegen sich beide Körper (hier: verschiedene Massen) auf Kreisbahnen

In der Physik bezeichnet man als Zweikörperproblem die Aufgabe, die Bewegung zweier Körper zu berechnen, die ohne zusätzliche äußere Einflüsse nur miteinander wechselwirken. Sie bilden ein Zweikörpersystem. Ein typischer Fall ist der Stoß zweier Körper, soweit man alle weiteren eventuell vorhandenen äußeren Kräfte wenigstens kurzzeitig vernachlässigen kann. Ein anderer typischer Fall ist ein Zweikörpersystem, in dem die beiden Körper sich gegenseitig mit einer Kraft anziehen oder abstoßen, die parallel zur Verbindungslinie zwischen den Körpern wirkt, und deren Stärke umgekehrt proportional zum Quadrat ihres Abstandes ist. Es folgen zwei Beispiele für den zuletzt genannten Fall.
Erstes Beispiel: Das Zweikörperproblem in der Astronomie. Es beschreibt zwei Himmelskörper, die sich gegenseitig mit der Gravitationskraft anziehen. Oft sind diese Objekte aneinander gebunden und bewegen sich umeinander, beispielsweise im Erde-Mond-System oder bei Doppelsternen. Bei sehr unterschiedlichen Massen wird der größere auch Zentralkörper genannt.
Zweites Beispiel: Zwei geladene Teilchen, die sich durch die elektrostatische Kraft anziehen oder abstoßen. Zwei konkrete Beispiele dafür sind: Erstens: Proton und Elektron im Wasserstoffatom, Zweitens: Alphateilchen beim Stoß mit einem Atomkern.

## Astronomie, Mechanik, Elektrostatik
Das Zweikörperproblem in der Astronomie wird auch als Keplerproblem bezeichnet, weil Johannes Kepler in den drei nach ihm benannten Gesetzen als Erster die genaue Form der Bewegung für gebundene Zweikörpersysteme angeben konnte. Ihre Herleitung ist eine Standardaufgabe der klassischen Mechanik, die zuerst von Isaac Newton gelöst wurde.
Die nach der klassischen Mechanik berechneten Bewegungen zeigen sich auch dann, wenn zusätzliche äußere Kräfte wirken, diese sich aber für jeden der beiden Körper gerade aufheben. Ein Beispiel ist das reibungsfreie Gleiten zweier schwerer Körper auf einer horizontalen Fläche, die die Gewichtskräfte gerade neutralisiert, z. B. (näherungsweise) beim Paarlaufen auf dem Eis oder beim Stoß zweier gleitender oder rollender Körper. Auch wenn das Zweikörpersystem sich in einem homogenen Schwerkraftfeld befindet, gelten in seinem Schwerpunktsystem die Gesetze des Zweikörperproblems.
Mit einem elektrostatischen Kraftfeld hat das Keplerproblem dieselben Lösungen wie mit der Gravitation. Da die Anwendungen sich hier aber vor allem auf das Innere von Atomen beziehen (siehe Bohr-Sommerfeldsches Atommodell), ist die Quantennatur der atomaren Teilchen zu berücksichtigen. Daher ist für eine befriedigende Darstellung das quantenmechanische Zweikörperproblem zu lösen. Dies zeigt im Fall zweier ununterscheidbarer Teilchen, z. B. beim Stoß zweier Elektronen oder zweier gleicher Atomkerne, ein grundsätzlich anderes Verhalten als nach der klassischen Mechanik.

## Das klassische Problem
Da nur die zwei Körper (Massen {\displaystyle m_{1},m_{2}}, Orte {\displaystyle {\vec {x}}_{1},\ {\vec {x}}_{2}}) aufeinander einwirken, lauten die Bewegungsgleichungen
{\displaystyle m_{1}{\ddot {\vec {x}}}_{1}={\vec {F}}_{1,2}},
{\displaystyle m_{2}{\ddot {\vec {x}}}_{2}={\vec {F}}_{2,1}}.
Dabei können die Kräfte {\displaystyle {\vec {F}}_{1,2},\ {\vec {F}}_{2,1}} nach dem Relativitätsprinzip nur von der relativen Position der Körper zueinander abhängen. Der Vektor  {\displaystyle {\vec {r}}:={\vec {x}}_{1}-{\vec {x}}_{2}} beschreibt die Lage des zweiten Körpers relativ zum ersten, der Vektor {\displaystyle {\vec {R}}} ist der Ortsvektor des Schwerpunkts oder Baryzentrums des Systems.
Zudem sind die beiden Kräfte nach dem 3. Newtonschen Axiom entgegengesetzt gleich
{\displaystyle {\vec {F}}_{1,2}=-{\vec {F}}_{2,1}\ =:{\vec {F}}({\vec {r}})}

### Übergang zum äquivalenten Einkörperproblem

Mathematische Modellierung der Lage zweier Körper im Raum, und sind vom Koordinatenursprung ausgehende Positionsvektoren

Man rechnet nun in Relativ- und Schwerpunktkoordinaten (siehe Abbildung):
{\displaystyle {\vec {r}}={\vec {x}}_{1}-{\vec {x}}_{2}}
{\displaystyle {\vec {R}}={\frac {m_{1}{\vec {x}}_{1}+m_{2}{\vec {x}}_{2}}{M}}} ({\displaystyle M=m_{1}+m_{2}} ist die Gesamtmasse.)
Durch Addition geeigneter Vielfacher der beiden obigen Bewegungsgleichungen erhält man nun zwei entkoppelte Bewegungsgleichungen:
{\displaystyle {\ddot {\vec {R}}}=0}
{\displaystyle {\ddot {\vec {r}}}=\left({\frac {1}{m_{1}}}+{\frac {1}{m_{2}}}\right){\vec {F}}_{1,2}}
Die erste Gleichung besagt, dass der Massenschwerpunkt eine geradlinig gleichförmige Bewegung beschreibt, wie es auch aus dem allgemeinen Schwerpunktsatz zu folgern ist.
Die zweite Gleichung wird umformuliert zu
{\displaystyle \mu \ {\ddot {\vec {r}}}={\vec {F}}({\vec {r}}),}
wobei
{\displaystyle \mu =\left({\frac {1}{m_{1}}}+{\frac {1}{m_{2}}}\right)^{-1}={\frac {m_{1}m_{2}}{M}}}
als die reduzierte Masse des Zweikörperproblems bezeichnet wird. {\displaystyle \mu } ist stets kleiner als die kleinere der beiden Massen, und nähert sich ihr an, wenn die größere Masse gegen unendlich strebt. Diese Bewegungsgleichung besagt, dass die Relativkoordinate {\displaystyle {\vec {r}}(t)} sich so verhält, als ob ein Körper der Masse {\displaystyle \mu } sich in einem ortsfesten Kraftfeld {\displaystyle {\vec {F}}({\vec {r}})} bewegt. Dies ist das äquivalente Einkörperproblem. Für alle Fälle, in denen die Stärke der Kraft von einer Potenz des Abstandes {\displaystyle r} abhängt, ist es zuerst von Newton gelöst worden.

### Gemeinsame Bewegung

Taumelbewegung zweier ungleich großer Massen um ihren gemeinsamen Schwerpunkt (als kleiner gelber Kreis an der Spitze der gepunkteten Linie dargestellt)

Nachdem das Einkörperproblem durch die Bahnkurve {\displaystyle {\vec {r}}(t)} gelöst ist und die Bewegung des Schwerpunktes {\displaystyle {\vec {R}}(t)} ebenfalls bekannt ist, kann man wieder in die ursprünglichen Koordinaten umrechnen:
{\displaystyle {\vec {x}}_{1}(t)={\vec {R}}(t)+{\frac {m_{2}}{M}}{\vec {r}}(t)}
{\displaystyle {\vec {x}}_{2}(t)={\vec {R}}(t)-{\frac {m_{1}}{M}}{\vec {r}}(t)}
Im Schwerpunktsystem betrachtet (mathematisch, indem man eine Koordinatentransformation, genauer eine Verschiebung, um {\displaystyle {\vec {R}}} anwendet), bewegen sich also beide Körper um den Schwerpunkt, der stets auf ihrer Verbindungslinie liegt, und beschreiben zwei zur Kurve {\displaystyle {\vec {r}}(t)} ähnliche Kurven, deren Größenverhältnis durch das reziproke Massenverhältnis bestimmt ist. Durch zweimaliges Differenzieren von {\displaystyle {\vec {x}}_{1}(t)} und Einsetzen von {\displaystyle {\vec {r}}={\tfrac {M}{m_{2}}}{\vec {x}}_{1}} sieht man, dass für den ersten Körper die Bewegungsgleichung
{\displaystyle m_{1}{\ddot {\vec {x}}}_{1}={\vec {F}}_{\mathrm {eff} }(x_{1})}
erfüllt ist, als ob der Körper sich in einem effektiven Kraftfeld
{\displaystyle {\vec {F}}_{\mathrm {eff} }({\vec {x}}_{1})={\vec {F}}\left({\frac {M}{m_{2}}}{\vec {x}}_{1}\right)}
bewegen würde, dessen Zentrum ortsfest am Schwerpunkt bleibt und dessen Stärke mit dem wirklichen Kraftfeld in einer durch das Massenverhältnis bestimmten größeren Entfernung übereinstimmt – genauso für den anderen Körper.
Wenn sich der Schwerpunkt selbst geradlinig und gleichförmig bewegt, und weitere geeignete Startbedingungen erfüllt sind, dann beschreiben die Bahnen der beiden Körper eine Art „Schlangenkurve“ um die Bahn des Schwerpunktes. In der Astronomie erlaubt diese sogenannte Taumelbewegung eine indirekte Beobachtung unsichtbarer Begleiter von Sternen wie z. B. Exoplaneten.

### Drehimpulserhaltung
Die Kraft {\displaystyle {\vec {F}}_{1,2}=-{\vec {F}}_{2,1}={\vec {F}}({\vec {r}})} liegt parallel zur Verbindungslinie {\displaystyle {\vec {r}}} (entsprechend der Problemdefinition), deshalb ist sie eine Zentralkraft und übt kein Drehmoment auf den umlaufenden Körper aus, denn dieses ist durch das Vektorprodukt von Radiusvektor und Kraft gegeben:
{\displaystyle {\vec {r}}\times {\vec {F}}=0}
Daher ist der Drehimpuls {\displaystyle {\vec {L}}={\vec {r}}\times {\vec {p}}} nach Betrag und Richtung zeitlich konstant. Er ist ein Integral der Bewegung. Somit erfolgt die Bewegung in einer festen Ebene, denn die Vektoren {\displaystyle {\vec {r}}} und {\displaystyle {\vec {p}}=\mu {\vec {\dot {r}}}} liegen stets in der Ebene senkrecht zu {\displaystyle {\vec {L}}}.
Aus der Konstanz des Drehimpulses folgt auch das 2. Keplersche Gesetz oder der Flächensatz, der also für jedes Zentralkraftfeld gilt.
In ebenen Polarkoordinaten zerfällt die vektorielle Bewegungsgleichung des Einkörperproblems in zwei gekoppelte gewöhnliche Differentialgleichungen:
{\displaystyle {\ddot {r}}-r{\dot {\varphi }}^{2}=-{\frac {1}{\mu }}F(r)}
{\displaystyle {\frac {\mathrm {d} }{\mathrm {d} t}}(\mu r^{2}{\dot {\varphi }})=0}
Die zweite dieser Gleichungen zeigt noch einmal die Erhaltung des Drehimpulses {\displaystyle L}, denn
{\displaystyle L=\mu r^{2}{\dot {\varphi }}}

### Energieerhaltung
Für das Keplerproblem im engeren Sinn ist die Kraft durch die Gravitation gegeben:
{\displaystyle F(r)=-G{\frac {m_{1}m_{2}}{r^{2}}}}
Verwendet man die Definition des Drehimpulses in Polarkoordinaten, um aus der anderen Differentialgleichung die Winkelgeschwindigkeit {\displaystyle {\dot {\varphi }}} zu eliminieren, erhält man ein Gesetz für den Abstand {\displaystyle r}, die Radialgleichung
{\displaystyle {\ddot {r}}-{\frac {L^{2}}{\mu ^{2}r^{3}}}=-{\frac {1}{\mu }}F(r)=-{\frac {GM}{r^{2}}}.}
Dies kann nach Multiplikation mit {\displaystyle {\dot {r}}} und {\displaystyle \mu } in der Form
{\displaystyle {\frac {\mathrm {d} }{\mathrm {d} t}}\left({\frac {\mu }{2}}{\dot {r}}^{2}+{\frac {L^{2}}{2\mu r^{2}}}-{\frac {GM\mu }{r}}\right)=0}
geschrieben werden. Die drei Summanden in dieser Gleichung entsprechen der Reihenfolge nach dem Radialanteil der kinetischen Energie, dem Winkelanteil der kinetischen Energie, der als Zentrifugalpotential wie eine potentielle Energie die Radialbewegung beeinflusst, sowie der potentiellen Energie des Körpers im äußeren Zentralpotential. Gemeinsam ergeben sie seine Gesamtenergie
{\displaystyle E={\frac {\mu }{2}}{\dot {r}}^{2}+{\frac {L^{2}}{2\mu r^{2}}}-{\frac {GM\mu }{r}}\ ,}
die laut obiger Gleichung zeitlich konstant und somit ebenfalls ein Integral der Bewegung ist. Die Gesamtenergie muss natürlich schon allein deshalb erhalten sein, weil es sich bei einem Gravitationsfeld um ein konservatives Feld handelt. Siehe auch den Artikel Spezifische Bahnenergie, der sich näher damit befasst.

### Bahnkurve

#### Kegelschnittform
Gibt man die Werte für die beiden Integrale der Bewegung {\displaystyle E} und {\displaystyle L} vor, so lässt sich die Bewegungsgleichung lösen, indem man zunächst die radiale Bewegung {\displaystyle r(t)} aus der Form des Energieintegrals (letzte Gleichung im obigen Abschnitt) und sodann die Winkelbewegung {\displaystyle \varphi (t)} aus dem Drehimpulsintegral {\displaystyle L=\mu r^{2}{\dot {\varphi }}} berechnet. Allerdings führt dieser Weg auf Gleichungen, die man als unanschaulich bezeichnen kann, da man ihnen die Form der Bahn nicht direkt ansehen kann.
Daher ist es üblich, entweder die Radialgleichung oder das Energieintegral zunächst in eine Differentialgleichung nach dem Winkel {\displaystyle \varphi } anstelle der Zeit umzuformen. Man nimmt also {\displaystyle r} als Funktion von {\displaystyle \varphi } an und betrachtet {\displaystyle r':={\tfrac {\mathrm {d} r}{\mathrm {d} \varphi }}={\tfrac {\dot {r}}{\dot {\varphi }}}}, die Ableitung von {\displaystyle r} nach dem Winkel {\displaystyle \varphi }. Hier wird der zweite Weg, der das Energieintegral verwendet, vorgestellt.
Mit der Energiegleichung aus dem vorigen Abschnitt und indem man {\displaystyle {\dot {r}}} durch {\displaystyle r'{\dot {\varphi }}} und {\displaystyle {\dot {\varphi }}} mit Hilfe der Drehimpulsgleichung durch {\displaystyle {\tfrac {L}{\mu r^{2}}}} ersetzt, erhält man so:
{\displaystyle E={\frac {L^{2}}{2\mu r^{2}}}\left({\frac {r'^{2}}{r^{2}}}+1\right)-{\frac {GM\mu }{r}}}
Die Bahnkurve, die diese Gleichung löst, ist, wenn man die Willkür in der Wahl des Winkels {\displaystyle \varphi } so ausnutzt, dass der größte oder kleinste Abstand vom Zentrum bei {\displaystyle \varphi =0} liegt, von der Form
{\displaystyle r(\varphi )={\frac {p}{1+\varepsilon \cos \varphi }}\ ,}
wobei man durch Einsetzen nachrechnen kann, dass für die beiden Parameter {\displaystyle p={\tfrac {L^{2}}{GM\mu ^{2}}}} und {\displaystyle \varepsilon ^{2}={\tfrac {2E\,L^{2}}{G^{2}M^{2}\mu ^{3}}}+1} gelten muss. Dies ist die Gleichung eines Kegelschnitts mit numerischer Exzentrizität {\displaystyle \varepsilon } (wobei {\displaystyle \varepsilon \geq 0} gewählt werden kann, denn der Wechsel {\displaystyle \varepsilon \rightarrow -\varepsilon } ist äquivalent zu {\displaystyle \varphi \rightarrow \varphi +\pi }).
Ellipse
Ist die Gesamtenergie negativ, dann gilt {\displaystyle \varepsilon <1} und die Bewegung ist gebunden, d. h., es gibt einen maximalen Abstand (Apoapsis) {\displaystyle p/(1-\varepsilon )} vom Zentrum. Es handelt sich bei der Bahn in diesem Fall um eine Ellipse, in deren einem Brennpunkt das Zentrum liegt und deren große Halbachse {\displaystyle a=p/(1-\varepsilon ^{2})} ist. Dies ist das erste keplersche Gesetz (der Ellipsensatz). Dass die Bahnkurve des gebundenen Zustands immer geschlossen ist, ist bei radialsymmetrischen Kraftfeldern ein Spezialfall, der sonst nur noch beim 2- oder 3-dimensionalen harmonischen Oszillator vorkommt, dessen Kraftfeld proportional zum Abstand vom Zentrum wächst.
Hyperbel
Ist die Gesamtenergie positiv, so ist {\displaystyle \varepsilon >1} und die Bahn ist der Ast einer Hyperbel, die sich in größerer Entfernung vom Zentrum zunehmend an die Asymptoten anschmiegt. Der kleinste Abstand vom Zentrum ist {\displaystyle p/(1+\varepsilon )}. Solche Bahnen kommen bei Kometen und Stoßprozessen vor. Die halbe Nebenachse  {\displaystyle b} ist dann der Stoßparameter, also der kleinste Abstand zum Zentrum, der bei geradlinigem Anflug erreicht werden würde. Der Ablenkwinkel zwischen den praktisch geradlinigen Bahnstücken lange vor bzw. nach der größten Annäherung ergänzt den Winkel zwischen den Asymptoten zu  {\displaystyle 180^{o}}.
Parabel
Der Grenzfall mit Energie {\displaystyle E=0} und {\displaystyle \varepsilon =1} ist der einer Parabel, deren kleinster Abstand vom Zentrum {\displaystyle p/2} ist.

#### Energie und Entartung
Die Hauptachse {\displaystyle a} der Ellipse legt bereits die Energie fest. Setzt man nämlich im obigen Ausdruck für die große Halbachse {\displaystyle a} die Parameter {\displaystyle p} und {\displaystyle \varepsilon ^{2}} ein, erhält man nach Umstellung:
{\displaystyle E=-{\frac {GM\mu }{2a}}}
Daher sind alle Bahnen mit gleicher Hauptachse energetisch entartet, gleich welche Exzentrizität oder kleine Halbachse sie haben.

### Zeitparameter
Um bei bekannter Bahn {\displaystyle r(\varphi )} die zeitliche Bewegung {\displaystyle \varphi (t)} zu erhalten, kann man aus dem Drehimpulsintegral die Funktion {\displaystyle \varphi (t)} bestimmen. Dies führt durch Integration auf eine Funktion {\displaystyle t(\varphi )}, die noch invertiert werden muss. Eine anschauliche Methode, um die Funktion {\displaystyle \varphi (t)} zu erhalten, ist die von Kepler gefundene Kepler-Gleichung. Dieser Methode liegt der keplersche Flächensatz zugrunde, d. h., ihre physikalische Grundlage bildet ebenfalls das Drehimpulsintegral.
Die Zeitabhängigkeit der Bahnkurve führt allerdings außer in den Spezialfällen {\displaystyle \varepsilon =0} und {\displaystyle \varepsilon =1} auf die Lösung einer transzendenten Gleichung, sodass die Lösung nicht in geschlossener Form mithilfe von Standardfunktionen darstellbar ist. Konkret wird die Lösung dieser Gleichung daher mittels numerischer Verfahren ermittelt.
Die Umlaufzeit {\displaystyle T} des Körpers auf einem elliptischen Orbit lässt sich dagegen direkt aus dem Drehimpulsintegral bestimmten. Da die Fläche der Ellipse {\displaystyle A=\pi a^{2}{\sqrt {1-\varepsilon ^{2}}}} beträgt und außerdem {\displaystyle A=L/(2\mu )\,T} gilt, folgt:
{\displaystyle T^{2}={\frac {4\pi ^{2}a^{3}}{GM}}}
Dies ist genau die Aussage des dritten keplerschen Gesetzes.

## Die keplersche Lösung
Johannes Kepler hat das später nach ihm benannte Problem weder aufgestellt noch gelöst. Aber er hat in der kompakten Form der drei Keplerschen Gesetze die resultierenden Bahnen mathematisch korrekt beschrieben. Isaac Newton konnte 1687 die erste Lösung veröffentlichen. Die Keplerschen Gesetze bildeten einen entscheidenden Prüfstein für die von Newton geschaffene Newtonsche Mechanik. Genau genommen handelt es sich bei ihnen um die Lösungen des äquivalenten Einkörperproblems, bei dem eine Schwerkraftquelle fest im Raum steht und einen einzelnen Körper anzieht, ohne dass dieser eine Rückwirkung auf die Quelle ausübt.

Bahnformen der Lösung des Keplerproblems

Die Lösung des Problems gliedert sich in folgende Teile:
- 1. und 2. Keplersches Gesetz (gefunden 1599 bis 1609, der Ellipsen- und der Flächensatz) und
- 3. Keplersches Gesetz (1619, in der Weltharmonie veröffentlicht).
- Die Keplergleichung.

Als mögliche Bahnen (Keplerbahnen) kommen Kreise, Ellipsen, Parabeln und Hyperbeln in Frage. Bei Kreisen und Ellipsen sind die Körper aneinander gebunden wie die Planeten an die Sonne. Ist die Bahnform parabolisch oder hyperbolisch, so findet nur eine Begegnung statt, wie dies z. B. bei manchen Kometen der Fall ist.
Die nebenstehende Zeichnung stellt verschiedene Bahnkurven dar. Sie werden durch ihre numerische Exzentrizität {\displaystyle \varepsilon } charakterisiert, die eine nichtnegative reelle Zahl ist. Gebundene Bahnen (Kreise und Ellipsen) haben {\displaystyle \varepsilon <1}, wobei der Kreis einer Exzentrizität {\displaystyle \varepsilon =0} entspricht. Größere Exzentrizitäten führen zu offenen Bahnen (Parabeln mit {\displaystyle \varepsilon =1}) und Hyperbeln (mit {\displaystyle \varepsilon >1}). Diese offenen Bahnen wurden von Kepler noch nicht erwähnt.
Zur genauen Beschreibung eines heliozentrischen Planetensystems reicht Keplers Lösung aber nicht aus, denn im Planetensystem wirkt auch die ebenfalls von Newton entdeckte gegenseitige Anziehung aller Himmelskörper. Daher stellt das Keplerproblem eine physikalische Idealisierung dar. Beim Sonnensystem wie bei vielen weiteren astronomischen Systemen ist der Einfluss der weiteren Körper aber relativ gering, sodass die Lösung des Zweikörperproblems eine gute Näherung der exakten Bahnen liefert. Daher ist die Lösung des Zweikörperproblems die Grundlage moderner Himmelsmechanik.

## Inverses Problem: Bahnbestimmung
Mit der Lösung des Zweikörperproblems ist es möglich, bei Angabe genügend vieler Anfangswerte die Bahnkurve zweier Himmelskörper, die ausreichend genau als Zweikörpersystem angesehen werden können, zu berechnen. In der Himmelsmechanik steht man allerdings meist vor dem inversen Problem: Aus der beobachteten Bahn sollen die Modellparameter (Anfangswerte) berechnet werden. Mit den oben dargestellten Methoden lässt sich dann die Position der Himmelskörper für die (nähere) Zukunft berechnen, wenn die störenden Einflüsse genügend klein sind.
Die Anzahl der zu bestimmenden Anfangswerte ist stets durch das ursprüngliche System von Differentialgleichungen gegeben. Da es sich um eine Gleichung zweiter Ordnung für die Bewegung zweier Körper im dreidimensionalen Raum handelt, sind dies {\displaystyle 2\times 2\times 3=12} Parameter. In welcher Form diese zwölf Werte auftauchen, hängt allerdings von der konkreten Situation und dem gewählten Verfahren ab. Im „brute-force“-Verfahren der direkten numerischen Integration des Ausgangssystems werden beispielsweise für jeden der beiden Körper jeweils drei Werte für die Startposition und drei Werte für die Startgeschwindigkeit gegeben. Wählt man den oben vorgestellten analytischen Weg, so werden zunächst drei Startpositionswerte und drei Startgeschwindigkeitswerte für die Schwerpunktsbewegung gesucht. Das verbleibende Einzentrenproblem erfordert dann weitere sechs Parameter, die klassischerweise durch die Bahnelemente angegeben werden: zwei Winkel, die die Lage der Bewegungsebene im Raum festlegen (und damit die Lage des Drehimpulsvektors), ein Winkel, der die Lage der Bahn innerhalb dieser Ebene beschreibt (und damit den Nullpunkt des Polarwinkels {\displaystyle \varphi }), sowie große Halbachse und numerische Exzentrizität der kegelschnittförmigen Bahn (die zusammen die Energie und den Betrag des Drehimpulses bestimmen). Außerdem muss die Anfangsposition des umlaufenden Körpers als Winkel oder als Zeitbezug durch Angabe der Periapsiszeit angegeben werden. Eine alternative elegante Methode zur Angabe dieser sechs Anfangswerte ist die Angabe zweier zeitlich konstanter Vektoren: des Drehimpulsvektors und des Laplace-Runge-Lenz-Vektors. Allerdings bestimmen diese beiden dreidimensionalen Vektoren nicht sechs, sondern nur fünf der Bahnelemente, da die Vektoren notwendigerweise senkrecht aufeinander stehen. Daher muss wiederum der Zeitbezug durch Angabe der Periapsiszeit hergestellt werden, oder ein Startwinkel festgelegt werden.
Die wichtigsten Methoden zur Bestimmung der Bahnelemente aus den Beobachtungsdaten gehen auf Isaac Newton, Pierre-Simon Laplace und Carl Friedrich Gauß zurück.

## Grenzen der Zweikörperlösung
Das Zweikörperproblem stellt eine Idealisierung dar, die in konkreten Situationen selten hinreichend genau den Sachverhalt widerspiegelt. Ausnahmen bilden lediglich echte Doppelsterne ohne Planeten oder andere dunkle Begleiter, deren Komponenten weit genug voneinander entfernt sind, sodass Gezeiteneffekte vernachlässigbar sind. Als Zweikörperproblem können klassische (nicht-quantentheoretische) Modelle des Wasserstoffatoms betrachtet werden sowie radialsymmetrische Einzentren-Streuprobleme.

### Mehrere Körper
In fast allen realen Situationen befinden sich mehr als zwei Körper miteinander in Wechselwirkung. Das Bewegungsproblem mehrerer Körper ist nicht in ähnlicher Weise lösbar, wie dies hier für zwei Körper vorgestellt wurde. Schon das Dreikörperproblem, also die Aufgabe der Bahnberechnung, wenn die Wechselwirkung eines dritten Körpers berücksichtigt wird, ist in der Regel nicht streng lösbar und kann in Allgemeinheit nur numerisch gelöst werden. Diese Schwierigkeit setzt sich natürlicherweise bei der Lösung von Mehrkörperproblemen mit weiteren Komponenten fort. Ausnahmen sind dabei nur hochsymmetrische Konstellationen, bei denen beispielsweise die Körper regelmäßige Vielecke bilden, auf einer Linie liegen oder schalenförmig um ein Zentrum ausgedehnt sind. Eine wichtige Anwendung finden solche Anordnungen im Studium der Bewegung kleiner Körper, die sich in einem der fünf Lagrange-Punkte eines Zweikörpersystems befinden.

### Abweichung von der Kugelgestalt
Ein weiteres Problem stellt die Abweichung eines oder beider Körper von der Kugelgestalt dar. Viele astronomische Körper werden nur ungenau durch eine radialsymmetrische Massenverteilung beschrieben. In einigen Fällen lassen sich die Objekte wesentlich genauer modellieren, wenn man sie als abgeplattete Rotationsellipsoide betrachtet. Dies gilt für viele Planeten und Sterne, aber auch für Spiralgalaxien, die sich gut als flache Scheiben modellieren lassen. Ist dabei einer der beiden Körper wesentlich kleiner als der andere, kann ein solches System als axialsymmetrisches Einzentrenproblem beschrieben werden, das allgemeiner ist als das oben beschriebene, aber weiterhin einer allgemeinen Lösung zugänglich ist. Sind beide Körper von vergleichbarer Größe und nicht in dieselbe Richtung abgeplattet, ist allerdings auch dieser Weg verschlossen. Zudem können Gezeitenkräfte zwischen den Körpern zu dynamischen Verformungen führen, wie dies in engen Doppelsternen oft der Fall ist. Diese führen zu einer komplexen Dynamik zwischen Rotation der Einzelkörper und der Bewegung der Körper umeinander.

### Störungstheorie
Trotzdem ist die Keplerlösung die Basis aller modernen Planetentheorien (wie auch der Mondtheorien und der Bewegungstheorien aller anderen Himmelskörper). Die Bahnen fast aller natürlichen Objekte unseres Sonnensystems, der meisten Mehrfachsterne und auch von Galaxien sind derart, dass sie sich in erster Näherung durchaus durch die Keplerlösung beschreiben lassen. Die Bahnelemente der Keplerbahnen, die aus den Anfangsbedingungen ermittelt werden, sind dann aber nicht mehr als konstant anzunehmen, sondern werden störungstheoretisch behandelt. Die Bahnelemente, die zu einem gewissen Zeitpunkt gültig sind, werden dann als oskulierend beschrieben, da sie die Keplerbahn bestimmen, die sich der realen Bahn momentan möglichst genau anschmiegt.

Drehung der Apsidenlinie am Beispiel des Merkurs. Exzentrizität der Bahn und Betrag der Drehung sind schematisch übertrieben dargestellt.

Weiterhin lassen sich die Einflüsse der Störkörper auf das Zweikörpersystem oft über längere Zeiträume mitteln, wodurch die Beschreibung des Problems an Symmetrie gewinnt. Solche Einflüsse führen z. T. auf zeitlich konstante oder periodische Veränderungen der Bahnelemente. Beispiele für solche Phänomene sind unter anderem die gleichmäßige Drehung der Apsidenlinie, also der Lage der Keplerbahn in der Bahnebene, und die gleichmäßige Verschiebung der Bahnknoten um eine invariante Ebene (die Laplace-Ebene). In der Mondtheorie sind weitere Beispiele solcher periodischen Störungen die Evektion und die Variation.

### Zweikörpersysteme in der Allgemeinen Relativitätstheorie
Die moderne Gravitationstheorie findet ihre Beschreibung in der Allgemeinen Relativitätstheorie (ART). Wenn die Massen der zwei Körper hinreichend klein sind, die Abstände zueinander relativ groß und die Geschwindigkeiten der Körper weit unterhalb der Lichtgeschwindigkeit liegen, kann das System durch den newtonschen Grenzfall der Theorie beschrieben werden. In anderen Worten: Die oben skizzierte Lösung innerhalb der newtonschen Gravitationstheorie bietet eine sehr gute Näherungslösung. Sind die Bedingungen für die Gültigkeit des Grenzfalls nicht erfüllt oder sind die Anforderungen an die Genauigkeit sehr hoch, muss das Problem jedoch innerhalb der vollen ART gelöst werden – eine Aufgabe, die sich als wesentlich komplizierter erweist.
Im einfachsten Fall, der glücklicherweise sehr viele Anwendungen hat, hat einer der beiden Körper eine sehr viel größere Masse als der andere. Es ist dann gerechtfertigt, das kleine Objekt als Testkörper im Feld des großen Objektes zu betrachten, d. h., der kleine Körper verursacht keine merkliche Rückwirkung auf den großen. Man kann das Problem dann analog zur newtonschen Theorie als allgemeinrelativistisches Einzentrenproblem beschreiben. Auch in der ART erweist sich dieses Problem aufgrund der Radialsymmetrie als gut analysierbar. In ähnlicher Form, wie es oben beschrieben wurde, lassen sich Integrale der Bewegung finden. Allerdings führt die Analyse auf eine Radialgleichung, die einen zusätzlichen Term gegenüber der newtonschen Theorie enthält, der in der Folge bewirkt, dass die Bahnen auch bei negativer Gesamtenergie nicht geschlossen sind. Stattdessen sind die Bahnen, wie dies auch für Zweikörpersysteme mit anderen Kraftgesetzen als dem newtonschen gilt, Rosettenbahnen. Dieser Effekt hat Berühmtheit erlangt, da er es ermöglicht, die zusätzliche Periheldrehung des Merkur zu erklären.
Das allgemeinrelativistische Zweikörperproblem in aller Allgemeinheit, also mit zwei Körpern, die miteinander wechselwirken, ist ungleich komplizierter. Da die Anwesenheit der beiden Massen die Raumzeit-Struktur selbst verändert, sind Konzepte wie Massenschwerpunkt, Gesamtenergie, Drehimpuls nicht länger anwendbar.
Daher ist keine Reduktion des Problems auf ein Einzentrenproblem möglich. Außerdem ist die Beeinflussung der Raumzeit in der mathematischen Struktur dadurch verankert, dass das Problem nicht durch gewöhnliche Differentialgleichungen, sondern durch partielle Differentialgleichungen beschrieben wird. Die nichtlineare Struktur dieser Gleichungen macht die Lösung der Gleichungen selbst mit numerischen Methoden problematisch.
In heuristischer Herangehensweise kann man im allgemeinen Fall versuchen, die klassischen Konzepte näherungsweise zu übernehmen. Diese Beschreibung führt zu Effekten wie der Abstrahlung von Gravitationswellen und einem damit verbundenen „Drehimpulsverlust“. Die Orbits der Körper beschreiben dann Spiralbahnen um einen gemeinsamen „Schwerpunkt“, die immer enger werden bei kürzer werdender Umlaufzeit. Die exakte Beschreibung dieser Phänomene im Rahmen einer post-newtonschen Näherung ist aufgrund ungeklärter Konvergenzeigenschaften der Näherungen umstritten.